# 李祗
李祗（?—?），唐朝宗室，唐太宗的曾孙，吴王李恪的孙子，吴王李琨的儿子。信安王李祎的弟弟。

## 生平
神龙年间封李祗为嗣吴王。景云元年（710年），加银青光禄大夫。

### 安史之乱
天宝十四载（755年），为东平郡太守。安禄山反，率众渡黄河，河南道陈留郡、荥阳郡、灵昌郡相继陷落。李祗起兵勤王，唐玄宗称赞鼓励他。十五载（756年）二月，授李祗灵昌太守，左金吾大将军、河南都知兵马使。又加兼御史中丞、陈留太守，持节充河南道节度采访使，本官如故。五月，诏以李祗为太仆卿，遣御史大夫虢王李巨取代他。历任宗正卿。唐代宗大历时，李祗既以宗室年老，以太子宾客为集贤院待制。当时，勋望大臣没有职事的人，都得待诏在集贤院，给飧钱署舍来厚其礼，左仆射裴冕等十三人都是这样。

## 家庭
生三子李岵、李崌、李巘，死后子李巘嗣王。

## 传記資料
- 《旧唐書》吴王恪传
- 《新唐書》吴王恪传